# Kaatermu
Kaatermu is een plaats in de Estlandse gemeente Alutaguse (Estisch: Alutaguse vald), provincie Ida-Virumaa. De plaats telt 7 inwoners (2021) en heeft de status van dorp (Estisch: küla).
Tussen 1992 en 2017 maakte Kaatermu deel uit van de gemeente Illuka, die in 2017 opging in Alutaguse.
Kaatermu werd voor het eerst vermeld in een oorkonde uit 1583. Het dorp bestond uit een groepje boerderijen die schatplichtig waren aan het landgoed Pagari.
In de buurt van het dorp liggen twee meertjes: het Puujala järv (2,1 hectare) en het Nurkjärv (6,2 hectare). In het Nurkjärv ontspringt de rivier Puhatu (Estisch: Puhatu oja), die door het gelijknamige dorp stroomt.